# Sabriye Gönülkırmaz
Sabriye Gönülkırmaz (ur. 17 maja 1994 w Stambule) – turecka siatkarka, reprezentantka kraju, grająca na pozycji środkowej.
W 2009 zajęła 19. miejsce na mistrzostwach świata U-19 w siatkówce plażowej w Alani.

## Sukcesy reprezentacyjne
Olimpijski Festiwal Młodzieży Europy:
- 2011

Mistrzostwa Świata Kadetek:
- 2011

Mistrzostwa Europy Juniorek:
- 2012